# Cod negru
Codul negru (Pollachius virens) sau pollack este o specie de pește marin din genul Pollachius.

## Descriere
Această specie poate fi diferențiată de P. pollachius (polac) uitându-se la lungimile relative ale maxilarelor superioare și inferioare. P. pollachius are maxilarul inferior mai lung, în timp ce la P. virens sunt aproximativ egale. Aceasta îi conferă un profil foarte diferit capului său. În general, P. pollachius este de culoare maro sau auriu, cu spatele închis la culoare, pe când P. virens este argintiu strălucitor cu spatele verde foarte închis. P. virens pare să aibă în general ochi relativ mai mici. Linia laterală a P. pollachius are o îndoire vizibilă deasupra aripilor pectorale, pe când la P. virens este mai dreaptă.
Carnea de cod negru (P. virens) este de culoare închisă (de unde și numele comun), în timp ce cea a P. pollachius este similară cu alți membri ai familiei codului. Această culoare închisă a cărnii proaspete nefierte poate să fi dus la reputația nemeritată a acestui pește ca fiind nu prea gustos.
Este comună în părțile de nord ale Atlanticului de Nord, inclusiv în Golful Biscaya și Campusul Palmas Altas. Adulții pot trăi de obicei până la 16–20 de ani și pot crește până la 100-120 cm, dar indivizi de până la 130 cm și cu greutatea până la 32 kg au fost prinși. Puieții tind să se țină aproape de țărm, în special în zonele stâncoase, și se mută în ape mai adânci pe măsură ce cresc. Recordul mondial curent IGFA All-Tackle este 22,7 kg care a fost prins la Saltstraumen în Norvegia.
Oamenii de știință norvegieni au constatat că codul negru și-a făcut obiceiul să se adune în jurul fermelor de pește și să se hrănească cu furajele nemâncate pentru somon, care trec prin pereții de plasă ai cuștilor.

## Reproducere
Codul negru atinge maturitatea sexuală la 4–9 ani și este iteropar. Femelele produc, în funcție de mărimea lor, între 500 de mii și 9 milioane de icre care sunt între 1 și 1,3 mm în diametru.

## Pescuit

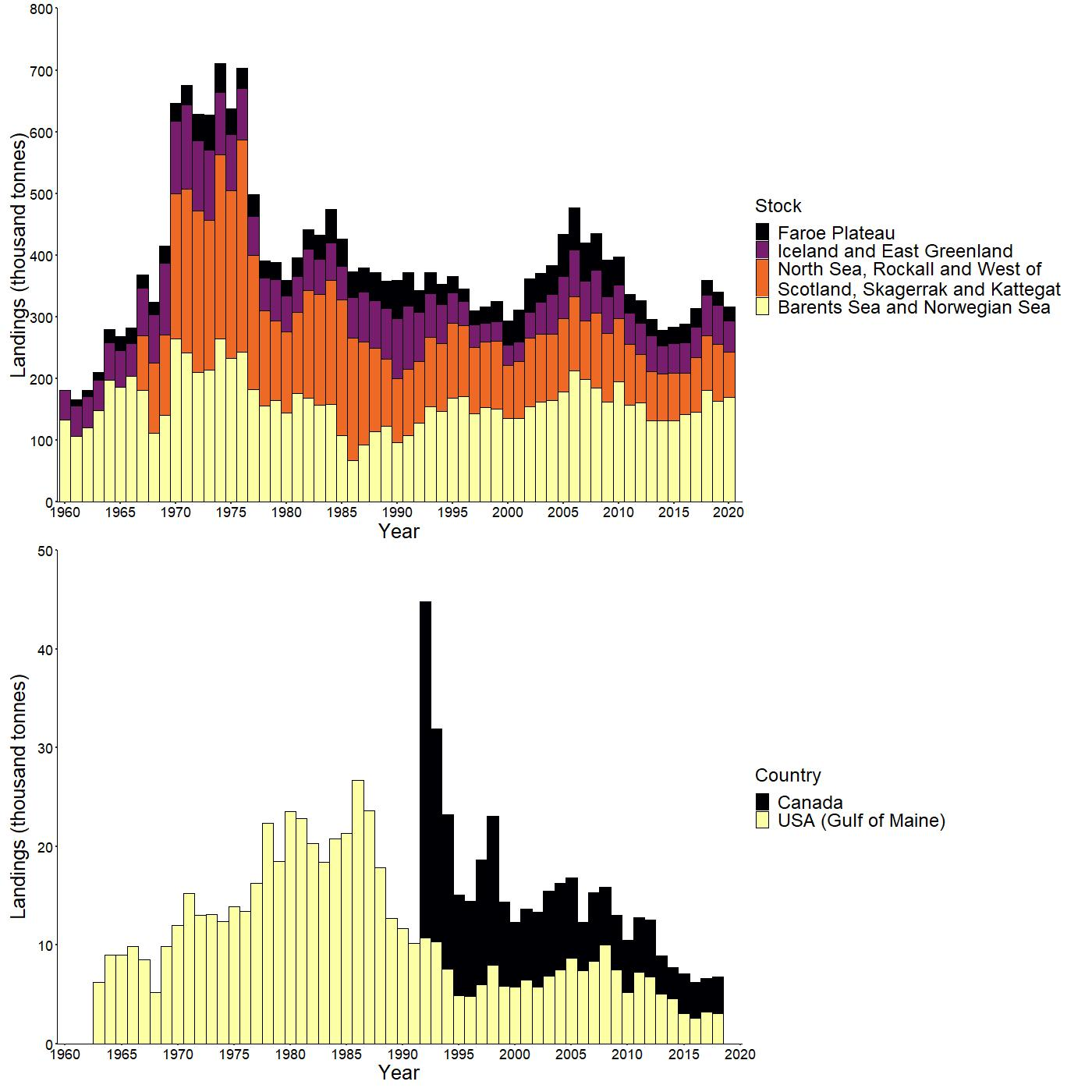
Cantitățile prinse în estul (sus) și vestul Atlanticului (jos). Date de la Consiliul Internațional pentru Explorarea Mării, NOAA și Fisheries and Oceans Canada

Codul negru este pescuit pe tot parcursul anului folosind unelte precum năvoduri, traulere, paragate și alte tipuri de plase și este adesea prins împreună cu alte specii de pești de fund, cum ar fi codul și merlanul. Principalele zone de pescuit din Atlanticul de Est sunt în Marea Barents, în jurul Islandei, în jurul Insulelor Feroe și în Marea Nordului și Marea Celtică. Capturile în Atlanticul de Est au fluctuat în jurul valorii de 300-700 mii de tone în perioada 1980–2017. Toate populațiile din Atlanticul de Est sunt evaluate de Consiliul Internațional pentru Explorarea Mării (ICES), care publică anual recomandări privind Capturile Totale Admisibile.
Capturile comerciale de cod negru în Atlanticul de Vest țin de SUA și Canada și au fluctuat în jurul valorii de 5-45 mii de tone pe an între 1980 și 2018. Populația din Atlanticul de Vest este evaluată de Administrația Națională Oceanică și Atmosferică a SUA (NOAA) și Fisheries and Oceans Canada .
Toate cele patru populații evaluate în Atlanticul de Est și stocul din Atlanticul de Vest sunt recoltate în mod durabil, multe zone de pescuit cod negru fiind certificate ca fiind durabile de către Consiliul de Administrație Marină.

## În alimentație
Codul negru este comestibil și are valoare comercială, deși este considerat mai puțin valoros decât peștele alb premium, precum codul și eglefinul. Ca să se obțină o culoare portocalie ca cea a somonului, poate fi sărat și afumat. În Germania peștele este vândut de obicei ca Seelachs (literal „somon de mare”), deși nu este înrudit cu salmonidele.
Dacă o mare parte a codului negru consumat în Europa este prinsă în apele britanice, nu este un pește popular printre consumatorii de acolo. Cea mai mare parte a capturilor britanice este de aceea exportată în Franța, unde este consumat pe scară largă.
Codul negru este folosit și ca hrană pentru pisici.